# Brauerei Schloss Eggenberg

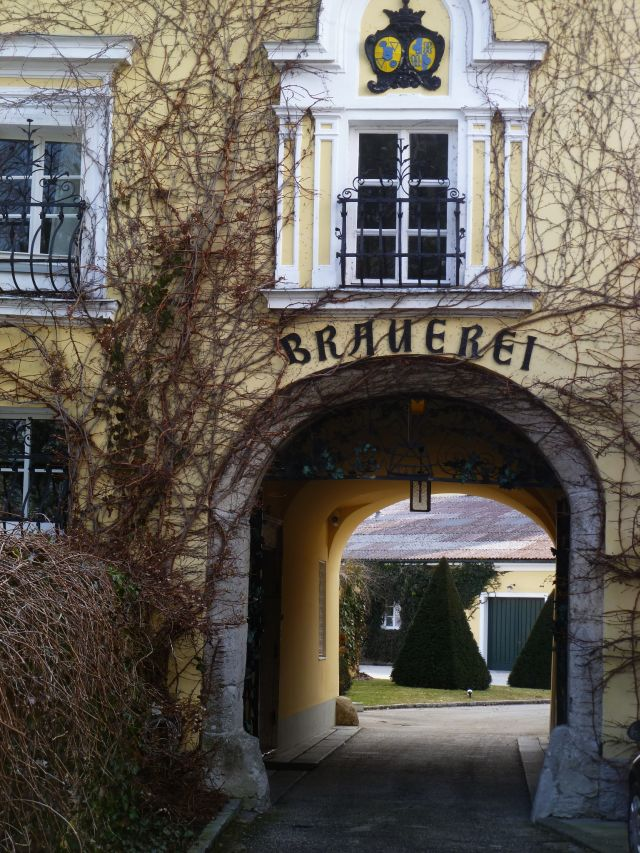
Eingang zur Brauerei

Die Brauerei Schloss Eggenberg ist eine seit 1681 bestehende Bierbrauerei im oberösterreichischen Vorchdorf (Bezirk Gmunden) im Traunviertel. Mit einem Bier-Ausstoß von 120.000 Hektolitern und etwa 100 Mitarbeitern ist sie, neben der Braucommune Freistadt, eine der größten Privatbrauereien Oberösterreichs.

## Geschichte
Die Brauerei befindet sich im Schloss Eggenberg, das vermutlich 971 entstanden ist. Namensgeber des Schlosses und damit der Brauerei ist die Familie der Eggenberger (1274–1395), nicht zu verwechseln mit dem späteren steirischen Adelsgeschlecht der Eggenberger, das erst 1625 die gleichnamige Brauerei in Krumau (heute in Tschechien) erbaute. Im Schloss Eggenberg wird bereits seit dem 14. Jahrhundert nachweislich Bier gebraut. 1681 begann die gewerbliche Brauerei durch Michael Weismann. Die Brauerei ist seit 1803 und das Schloss seit 1811 im Besitz der Familie Forstinger/Stöhr. 2021 gründete die Brauerei zusammen mit neun anderen Gründungsmitgliedern den „Verein der Unabhängigen Privatbrauereien Österreichs“.

## Biere
Schon seit Längerem hat sich Schloss Eggenberg als Spezialitätenbrauerei etabliert, um sich von der Monosortenstrategie der internationalen Braukonzerne abzuheben. Das Sortiment umfasst heute 16 verschiedene Sorten, darunter Bockbierspezialitäten wie den Urbock 23° und das Samichlaus Bier. Beim World Beer Cup 2012 in San Diego wurde der Samichlaus Jahrgang 2004 mit einer Goldmedaille in der Kategorie „Aged Beers“ ausgezeichnet.